# Dístico
Dístico es, en la versificación en idioma español, un sinónimo de pareado. Según el filólogo Tomás Navarro es una forma métrica en español que imita una forma clásica compuesta por un hexámetro y un pentámetro. Esta forma clásica es el dístico elegiaco.
El resultado de estas imitaciones de las formas clásicas da un verso fluctuante que basa la armonía en su ritmo acentual, si bien también se puede recordar versos, que en la poesía castellana están perfectamente definidos. Normalmente se usa el hemistiquio para separar ambas partes.

Ya el rayo declina, ya Febo el último otero

con lumbre plácida desde el ocaso dora.

Céfiro, dejando alegre la apacible floresta,

árbitro del mayo, por la pradera ríe.
Alberto Lista.

En el ejemplo de Alberto Lista los hemistiquios oscilan entre las cinco y las nueve sílabas. 